# Sallai Elemér
Sallai Elemér, eredetileg Salamon Elemér (Farkasaszó, 1910. július 6. – Budapest, 1983. május 12.) író, szakíró, katonatiszt, hadtörténész.

## Élete
Salamon Dávid Dezső jegyző és Ida Rozália fia. Trianon után költöztek Magyarországra, mert apja nem volt hajlandó a Román Királyságban állami hivatalt vállalni. Nacionalista szellemben nevelkedett. Közgazdasági és bölcsészeti tanulmányokat folytatott, majd katonai akadémiát végzett. 1938. augusztus 11-én Budapesten, a Terézvárosban házasságot kötött Radoniczer Mihály és Grünfeld Terézia lányával, Líviával.
Származása miatt 1938-tól több alkalommal munkaszolgálatra hívták be. 1942 tavaszán az egyik legkegyetlenebb munkaszolgálatos alakulatba került a Don-kanyarba. 1942 telén a biztos halál elől átmenekült a szovjet hadsereghez. 1945-ben partizánként tért vissza Magyarországra. Mint a Don-kanyart megjárt munkaszolgálatos frontélményeiről részletesen beszámolt Sára Sándor Krónika – A 2. magyar hadsereg a Donnál című dokumentumfilm sorozatának 11., Állóharc című részében, de más epizódokban is megszólalt. A felszabadulás után a rendőrségnél majd a honvédségnél teljesített szolgálatot. Nyugállományba vonulásáig honvéd alezredesként a Zrínyi Miklós Katonai Akadémia hadtörténeti tanszékének vezetője volt.

## Regényei
- 8000 kilométer (Salamon Elemér néven), Corvina Könyvkiadó, Budapest, 1948
- Utolsó napok, Zrínyi Kiadó, Budapest, 1958
- Csürhe, Magvető Könyvkiadó, Budapest, 1963
- -42° (Csürhe 2.), Magvető Könyvkiadó, Budapest, 1965
- Egy-egy részlet a -42 fok és az Utolsó napok című regényéből, A gyűlölet tudománya, Válogatás a háborús Európa keleti hadszíntereit bemutató szépprózai művekből, Magvető Könyvkiadó, Budapest, 1975, ISBN 9632700333

## Visszaemlékezései
- Mozgó vesztőhely, (Tények és tanúk sorozat), Magvető Könyvkiadó, Budapest, 1979, ISBN 9632708989 (első kiadása Salamon Elemér néven, Moszkva, 1946)
- Rákos Imre-Verő Gábor: Munkaszolgálat a Don-kanyarban, Dokumentumok, tanulmányok, elbeszélések, emlékezések, Ex Libris Kiadó, Budapest, 2008, ISBN 9789638649065 (benne Sallai Mozgó vesztőhely című írása)

## Tanulmányok
- A Szovjet Hadsereg a Horthy-vezérkar titkos jelentéseiben 1941-1943, Szikra Kiadó, Budapest, 1955
- A Szovjet Hadsereg az ellenség jelentéseiben, Hadtörténelmi Közlemények 1955/1., A Hadtörténelmi Intézet folyóirata – II. évfolyam, 1. szám, Katonai Kiadó, Budapest, 1955
- Magyarok a szovjet partizánmozgalomban, Magyar partizánok a fasizmus ellen, Előadások, Tudományos Ismeretterjesztő Társulat Országos Történelmi Választmányának Vezetősége, 1965

## Egyéb írásai
Salamon Elemér néven jelentek meg írásai a Képes Figyelő 1945. október 6.-i és november 24.-i számaiban, valamint a Képes Hét 1947. február 8.-i számában (benne a Mozgó vesztőhely című írása).

## Műfordításai
- M. F. Beljakovː Tájékozódás a terepen térkép nélkül, Katonai Kiadó, Budapest, 1956
- Walter Radetz: Az erősebb, Sport, Budapest, 1964, (Verő Gáborral)